# Liste der Mitglieder des Repräsentantenhauses im 111. Kongress der Vereinigten Staaten
- Dem.: 256
- Rep.: 178
- vakant: 1

Das Repräsentantenhaus des 111. Kongresses der Vereinigten Staaten basierte in seiner Zusammensetzung auf dem Ergebnis der Kongresswahlen vom 4. November 2008. Dabei gewann die Demokratische Partei, die zuvor bereits eine deutliche Mehrheit besessen hatte, weitere 21 Sitze hinzu und kam auf 257 Abgeordnete; dem standen nur noch 178 Mandate für die Republikaner gegenüber. Bei den in der Folge durch Mandatsniederlegungen notwendig gewordenen Nachwahlen konnten die Republikaner zwei vorher von den Demokraten gehaltene Mandate erringen; ein demokratischer Abgeordneter trat zu den Republikanern über. Die Demokratische Partei gewann die Nachwahl in einem vorher republikanischen Distrikt. Ein zuvor von einem Republikaner gehaltener Sitz blieb in den letzten Wochen der Amtsperiode vakant.
Bei der Wahl 2008 verloren die Republikaner mit Christopher Shays aus Connecticut unter anderem ihren letzten Abgeordneten aus Neuengland. Eine starke Dominanz besaßen die Demokraten in diesem Jahr auch an der Westküste und in den Mittelatlantikstaaten; selbst in den Mountain States konnten sie sich mehrheitlich durchsetzen.
Insgesamt zogen 55 neue wahlberechtigte Abgeordnete (Freshmen) ins Repräsentantenhaus ein. Jüngster Abgeordneter war der 1981 geborene Republikaner Aaron Schock, der im 18. Wahlbezirk von Illinois auf den zum US-Verkehrsminister ernannten Ray LaHood folgte.

## Änderungen während der Legislaturperiode
- Illinois, 5. Wahlbezirk:
  - Rahm Emanuel (Demokratische Partei) verzichtete als neu ernannter Stabschef des Weißen Hauses auf sein Mandat. Die Nachwahl gewann der Demokrat Michael Quigley, der sein Mandat am 7. April 2009 antrat.

- New York, 20. Wahlbezirk:
  - Kirsten Gillibrand (Demokratische Partei) trat am 26. Januar 2009 zurück, um in den Senat der Vereinigten Staaten zu wechseln. Die Nachwahl gewann der Demokrat Scott Murphy, der sein Mandat am 31. März 2009 antrat.

- Kalifornien, 32. Wahlbezirk:
  - Hilda Solis (Demokratische Partei) trat am 24. Februar 2009 zurück, um US-Arbeitsministerin zu werden. Die Nachwahl gewann die Demokratin Judy Chu, die ihr Mandat am 16. Juli 2009 antrat.

- Kalifornien, 10. Wahlbezirk:
  - Ellen Tauscher (Demokratische Partei) trat am 26. Juni 2009 zurück, um Staatssekretärin im Außenministerium zu werden. Die Nachwahl gewann der Demokrat John Garamendi, der sein Mandat am 5. November 2009 antrat.

- New York, 23. Wahlbezirk:
  - John M. McHugh (Republikanische Partei) trat am 21. September 2009 zurück, um Armeestaatssekretär der Vereinigten Staaten zu werden. Die Nachwahl gewann der Demokrat Bill Owens, der sein Mandat am 6. November 2009 antrat.

- Alabama, 5. Wahlbezirk:
  - Parker Griffith wechselte am 22. Dezember 2009 von den Demokraten zu den Republikanern.

- Florida, 19. Wahlbezirk:
  - Robert Wexler (Demokratische Partei) trat am 3. Januar 2010 zurück. um Präsident des Center for Middle East Peace & Economic Cooperation zu werden. Die Nachwahl gewann der Demokrat Ted Deutch, der sein Mandat am 15. April 2010 antrat.

- Pennsylvania, 12. Wahlbezirk:
  - John Murtha (Demokratische Partei) verstarb am 8. Februar 2010. Die Nachwahl gewann der Demokrat Mark Critz, der sein Mandat am 20. Mai 2010 antrat.

- Hawaii, 1. Wahlbezirk:
  - Neil Abercrombie (Demokratische Partei) trat am 28. Februar 2010 zurück, um seine Kandidatur als Gouverneur von Hawaii vorzubereiten. Die Nachwahl gewann der Republikaner Charles Djou, der sein Mandat am 22. Mai 2010 antrat.

- New York, 29. Wahlbezirk:
  - Eric Massa (Demokratische Partei) trat am 8. März 2010 aus gesundheitlichen Gründen und aufgrund von Vorwürfen gegen seine Person zurück. Die Nachwahl gewann der Republikaner Tom Reed, der sein Mandat am 18. November 2010 antrat.

- Georgia, 9. Wahlbezirk:
  - Nathan Deal (Republikanische Partei) trat am 21. März 2010 zurück, um seine Kandidatur als Gouverneur von Georgia vorzubereiten. Nachdem kein Kandidat bei der Nachwahl die absolute Mehrheit erzielt hatte, gewann der Republikaner Tom Graves die Stichwahl am 11. Juni 2010 gegen seinen Parteikollegen Lee Hawkins.

- Indiana, 3. Wahlbezirk:
  - Mark Souder (Republikanische Partei) trat am 21. Mai 2010 zurück, nachdem eine intime Beziehung mit einer Mitarbeiterin aus seinem Stab öffentlich geworden war. Die Nachwahl gewann der Republikaner Marlin Stutzman, der sein Amt am 16. November 2010 antrat.

- Illinois, 10. Wahlbezirk:
  - Mark Kirk (Republikanische Partei) trat am 29. November 2010 zurück, um in den US-Senat zu wechseln. Das Mandat blieb bis zum Ende der Legislaturperiode unbesetzt.

## Liste der Abgeordneten
Alabama
1. Jo Bonner (R)
2. Bobby Bright (D)
3. Mike D. Rogers (R)
4. Robert Aderholt (R)
5. Parker Griffith (R)
6. Spencer Bachus (R)
7. Artur Davis (D)

Alaska
1. Don Young (R)

Arizona
1. Ann Kirkpatrick (D)
2. Trent Franks (R)
3. John Shadegg (R)
4. Ed Pastor (D)
5. Harry Mitchell (D)
6. Jeff Flake (R)
7. Raúl Grijalva (D)
8. Gabrielle Giffords (D)

Arkansas
1. Marion Berry (D)
2. Vic Snyder (D)
3. John Boozman (R)
4. Mike Ross (D)

Colorado
1. Diana DeGette (D)
2. Jared Polis (D)
3. John Salazar (D)
4. Betsy Markey (D)
5. Doug Lamborn (R)
6. Mike Coffman (R)
7. Ed Perlmutter (D)

Connecticut
1. John Larson (D)
2. Joe Courtney (D)
3. Rosa DeLauro (D)
4. Jim Himes (D)
5. Chris Murphy (D)

Delaware
1. Michael Castle (R)

Florida
1. Jeff Miller (R)
2. Allen Boyd (D)
3. Corrine Brown (D)
4. Ander Crenshaw (R)
5. Ginny Brown-Waite (R)
6. Cliff Stearns (R)
7. John Mica (R)
8. Alan Grayson (D)
9. Gus Bilirakis (R)
10. Bill Young (R)
11. Kathy Castor (D)
12. Adam Putnam (R)
13. Vern Buchanan (R)
14. Connie Mack IV (R)
15. Bill Posey (R)
16. Tom Rooney (R)
17. Kendrick Meek (D)
18. Ileana Ros-Lehtinen (R)
19. Ted Deutch (D)
20. Debbie Wasserman Schultz (D)
21. Lincoln Diaz-Balart (R)
22. Ron Klein (D)
23. Alcee Hastings (D)
24. Suzanne Kosmas (D)
25. Mario Diaz-Balart (R)

Georgia
1. Jack Kingston (R)
2. Sanford Bishop (D)
3. Lynn Westmoreland (R)
4. Hank Johnson (D)
5. John Lewis (D)
6. Tom Price (R)
7. John Linder (R)
8. James C. Marshall (D)
9. Tom Graves (R)
10. Paul Broun (R)
11. Phil Gingrey (R)
12. John Barrow (D)
13. David Scott (D)

Hawaii
1. Charles Djou (R)
2. Mazie Hirono (D)

Idaho
1. Walt Minnick (D)
2. Mike Simpson (R)

Illinois
1. Bobby L. Rush (D)
2. Jesse Jackson Jr. (D)
3. Dan Lipinski (D)
4. Luis Gutiérrez (D)
5. Michael Quigley (D)
6. Peter Roskam (R)
7. Danny K. Davis (D)
8. Melissa Bean (D)
9. Jan Schakowsky (D)
10. vakant
11. Debbie Halvorson (D)
12. Jerry Costello (D)
13. Judy Biggert (R)
14. Bill Foster (D)
15. Tim Johnson (R)
16. Donald Manzullo (R)
17. Phil Hare (D)
18. Aaron Schock (R)
19. John Shimkus (R)

Indiana
1. Pete Visclosky (D)
2. Joe Donnelly (D)
3. Marlin Stutzman (R)
4. Steve Buyer (R)
5. Dan Burton (R)
6. Mike Pence (R)
7. André Carson (D)
8. Brad Ellsworth (D)
9. Baron Hill (D)

Iowa
1. Bruce Braley (D)
2. David Loebsack (D)
3. Leonard Boswell (D)
4. Tom Latham (R)
5. Steve King (R)

Kalifornien
1. Mike Thompson (D)
2. Wally Herger (R)
3. Dan Lungren (R)
4. Tom McClintock (R)
5. Doris Matsui (D)
6. Lynn Woolsey (D)
7. George Miller (D)
8. Nancy Pelosi (D)
9. Barbara Lee (D)
10. John Garamendi (D)
11. Jerry McNerney (D)
12. Jackie Speier (D)
13. Pete Stark (D)
14. Anna Eshoo (D)
15. Mike Honda (D)
16. Zoe Lofgren (D)
17. Sam Farr (D)
18. Dennis Cardoza (D)
19. George Radanovich (R)
20. Jim Costa (D)
21. Devin Nunes (R)
22. Kevin McCarthy (R)
23. Lois Capps (D)
24. Elton Gallegly (R)
25. Howard McKeon (R)
26. David Dreier (R)
27. Brad Sherman (D)
28. Howard Berman (D)
29. Adam Schiff (D)
30. Henry Waxman (D)
31. Xavier Becerra (D)
32. Judy Chu (D)
33. Diane Watson (D)
34. Lucille Roybal-Allard (D)
35. Maxine Waters (D)
36. Jane Harman (D)
37. Laura Richardson (D)
38. Grace Napolitano (D)
39. Linda Sánchez (D)
40. Ed Royce (R)
41. Jerry Lewis (R)
42. Gary Miller (R)
43. Joe Baca (D)
44. Ken Calvert (R)
45. Mary Bono Mack (R)
46. Dana Rohrabacher (R)
47. Loretta Sanchez (D)
48. John B. T. Campbell (R)
49. Darrell Issa (R)
50. Brian Bilbray (R)
51. Bob Filner (D)
52. Duncan D. Hunter (R)
53. Susan Davis (D)

Kansas
1. Jerry Moran (R)
2. Lynn Jenkins (R)
3. Dennis Moore (D)
4. Todd Tiahrt (R)

Kentucky
1. Ed Whitfield (R)
2. Brett Guthrie (R)
3. John Yarmuth (D)
4. Geoff Davis (R)
5. Hal Rogers (R)
6. Ben Chandler (D)

Louisiana
1. Steve Scalise (R)
2. Joseph Cao (R)
3. Charlie Melancon (D)
4. John C. Fleming (R)
5. Rodney Alexander (R)
6. Bill Cassidy (R)
7. Charles Boustany (R)

Maine
1. Chellie Pingree (D)
2. Mike Michaud (D)

Maryland
1. Frank Kratovil (D)
2. Dutch Ruppersberger (D)
3. John Sarbanes (D)
4. Donna Edwards (D)
5. Steny Hoyer (D)
6. Roscoe Bartlett (R)
7. Elijah Cummings (D)
8. Chris Van Hollen (D)

Massachusetts
1. John Olver (D)
2. Richard Neal (D)
3. Jim McGovern (D)
4. Barney Frank (D)
5. Niki Tsongas (D)
6. John F. Tierney (D)
7. Ed Markey (D)
8. Mike Capuano (D)
9. Stephen Lynch (D)
10. Bill Delahunt (D)

Michigan
1. Bart Stupak (D)
2. Pete Hoekstra (R)
3. Vern Ehlers (R)
4. David Lee Camp (R)
5. Dale E. Kildee (D)
6. Fred Upton (R)
7. Mark Schauer (D)
8. Mike J. Rogers (R)
9. Gary Peters (D)
10. Candice Miller (R)
11. Thaddeus McCotter (R)
12. Sander M. Levin (D)
13. Carolyn Cheeks Kilpatrick (D)
14. John Conyers (D)
15. John Dingell (D)

Minnesota
1. Tim Walz (D)
2. John Kline (R)
3. Erik Paulsen (R)
4. Betty McCollum (D)
5. Keith Ellison (D)
6. Michele Bachmann (R)
7. Collin Peterson (D)
8. Jim Oberstar (D)

Mississippi
1. Travis Childers (D)
2. Bennie Thompson (D)
3. Gregg Harper (R)
4. Gene Taylor (D)

Missouri
1. William Lacy Clay (D)
2. Todd Akin (R)
3. Russ Carnahan (D)
4. Ike Skelton (D)
5. Emanuel Cleaver (D)
6. Sam Graves (R)
7. Roy Blunt (R)
8. Jo Ann Emerson (R)
9. Blaine Luetkemeyer (R)

Montana
1. Denny Rehberg (R)

Nebraska
1. Jeff Fortenberry (R)
2. Lee Terry (R)
3. Adrian M. Smith (R)

Nevada
1. Shelley Berkley (D)
2. Dean Heller (R)
3. Dina Titus (D)

New Hampshire
1. Carol Shea-Porter (D)
2. Paul Hodes (D)

New Jersey
1. Rob Andrews (D)
2. Frank LoBiondo (R)
3. John Adler (D)
4. Chris Smith (R)
5. Scott Garrett (R)
6. Frank Pallone (D)
7. Leonard Lance (R)
8. Bill Pascrell (D)
9. Steve Rothman (D)
10. Donald M. Payne (D)
11. Rodney Frelinghuysen (R)
12. Rush D. Holt Jr. (D)
13. Albio Sires (D)

New Mexico
1. Martin Heinrich (D)
2. Harry Teague (D)
3. Ben R. Luján (D)

New York
1. Tim Bishop (D)
2. Steve Israel (D)
3. Peter T. King (R)
4. Carolyn McCarthy (D)
5. Gary Ackerman (D)
6. Gregory Meeks (D)
7. Joseph Crowley (D)
8. Jerrold Nadler (D)
9. Anthony Weiner (D)
10. Ed Towns (D)
11. Yvette Clarke (D)
12. Nydia Velázquez (D)
13. Michael McMahon (D)
14. Carolyn B. Maloney (D)
15. Charles B. Rangel (D)
16. José Serrano (D)
17. Eliot Engel (D)
18. Nita Lowey (D)
19. John Hall (D)
20. Scott Murphy (D)
21. Paul Tonko (D)
22. Maurice Hinchey (D)
23. Bill Owens (D)
24. Mike Arcuri (D)
25. Dan Maffei (D)
26. Chris Lee (R)
27. Brian Higgins (D)
28. Louise Slaughter (D)
29. Tom Reed (R)

North Carolina
1. G. K. Butterfield (D)
2. Bob Etheridge (D)
3. Walter B. Jones (R)
4. David Price (D)
5. Virginia Foxx (R)
6. Howard Coble (R)
7. Mike McIntyre (D)
8. Larry Kissell (D)
9. Sue Wilkins Myrick (R)
10. Patrick McHenry (R)
11. Heath Shuler (D)
12. Mel Watt (D)
13. Brad Miller (D)

North Dakota
1. Earl Pomeroy (D)

Ohio
1. Steve Driehaus (D)
2. Jean Schmidt (R)
3. Mike Turner (R)
4. Jim Jordan (R)
5. Bob Latta (R)
6. Charlie Wilson (D)
7. Steve Austria (R)
8. John Boehner (R)
9. Marcy Kaptur (D)
10. Dennis Kucinich (D)
11. Marcia Fudge (D)
12. Pat Tiberi (R)
13. Betty Sutton (D)
14. Steve LaTourette (R)
15. Mary Jo Kilroy (D)
16. John Boccieri (D)
17. Tim Ryan (D)
18. Zack Space (D)

Oklahoma
1. John A. Sullivan (R)
2. Dan Boren (D)
3. Frank Lucas (R)
4. Tom Cole (R)
5. Mary Fallin (R)

Oregon
1. David Wu (D)
2. Greg Walden (R)
3. Earl Blumenauer (D)
4. Peter DeFazio (D)
5. Kurt Schrader (D)

Pennsylvania
1. Bob Brady (D)
2. Chaka Fattah (D)
3. Kathy Dahlkemper (D)
4. Jason Altmire (D)
5. Glenn Thompson (R)
6. Jim Gerlach (R)
7. Joe Sestak (D)
8. Patrick Murphy (D)
9. Bill Shuster (R)
10. Chris Carney (D)
11. Paul E. Kanjorski (D)
12. Mark Critz (D)
13. Allyson Schwartz (D)
14. Michael F. Doyle (D)
15. Charlie Dent (R)
16. Joseph R. Pitts (R)
17. Tim Holden (D)
18. Tim Murphy (R)
19. Todd Russell Platts (R)

Rhode Island
1. Patrick Joseph Kennedy (D)
2. James Langevin (D)

South Carolina
1. Henry E. Brown (R)
2. Joe Wilson (R)
3. J. Gresham Barrett (R)
4. Bob Inglis (R)
5. John Spratt (D)
6. Jim Clyburn (D)

South Dakota
1. Stephanie Herseth Sandlin (D)

Tennessee
1. Phil Roe (R)
2. Jimmy Duncan (R)
3. Zach Wamp (R)
4. Lincoln Davis (D)
5. Jim Cooper (D)
6. Bart Gordon (D)
7. Marsha Blackburn (R)
8. John S. Tanner (D)
9. Steve Cohen (D)

Texas
1. Louie Gohmert (R)
2. Ted Poe (R)
3. Sam Johnson (R)
4. Ralph Hall (R)
5. Jeb Hensarling (R)
6. Joe Barton (R)
7. John Culberson (R)
8. Kevin Brady (R)
9. Al Green (D)
10. Michael McCaul (R)
11. Mike Conaway (R)
12. Kay Granger (R)
13. Mac Thornberry (R)
14. Ron Paul (R)
15. Rubén Hinojosa (D)
16. Silvestre Reyes (D)
17. Chet Edwards (D)
18. Sheila Jackson Lee (D)
19. Randy Neugebauer (R)
20. Charlie Gonzalez (D)
21. Lamar S. Smith (R)
22. Pete Olson (R)
23. Ciro Rodriguez (D)
24. Kenny Marchant (R)
25. Lloyd Doggett (D)
26. Michael C. Burgess (R)
27. Solomon P. Ortiz (D)
28. Henry Cuellar (D)
29. Gene Green (D)
30. Eddie Bernice Johnson (D)
31. John Carter (R)
32. Pete Sessions (R)

Utah
1. Rob Bishop (R)
2. Jim Matheson (D)
3. Jason Chaffetz (R)

Vermont
1. Peter Welch (D)

Virginia
1. Rob Wittman (R)
2. Glenn Nye (D)
3. Bobby Scott (D)
4. Randy Forbes (R)
5. Tom Perriello (D)
6. Bob Goodlatte (R)
7. Eric Cantor (R)
8. Jim Moran (D)
9. Rick Boucher (D)
10. Frank Wolf (R)
11. Gerry Connolly (D)

Washington
1. Jay Inslee (D)
2. Rick Larsen (D)
3. Brian Baird (D)
4. Doc Hastings (R)
5. Cathy McMorris Rodgers (R)
6. Norman D. Dicks (D)
7. Jim McDermott (D)
8. Dave Reichert (R)
9. Adam Smith (D)

West Virginia
1. Alan Mollohan (D)
2. Shelley Moore Capito (R)
3. Nick Rahall (D)

Wisconsin
1. Paul Ryan (R)
2. Tammy Baldwin (D)
3. Ron Kind (D)
4. Gwen Moore (D)
5. Jim Sensenbrenner (R)
6. Tom Petri (R)
7. Dave Obey (D)
8. Steve Kagen (D)

Wyoming
1. Cynthia Lummis (R)

## Nicht stimmberechtigte Abgeordnete
Im Repräsentantenhaus sitzen insgesamt sechs nicht stimmberechtigte Delegierte aus den amerikanischen Territorien, darunter erstmals ein Vertreter der Nördlichen Marianen.
Amerikanisch-Samoa
- Eni Faleomavaega (D)

District of Columbia
- Eleanor Holmes Norton (D)

Guam
- Madeleine Bordallo (D)

Puerto Rico
- Pedro Pierluisi (D und PNP)

Amerikanische Jungferninseln
- Donna Christian-Christensen (D)

Nördliche Marianen
- Gregorio Sablan (I)